# 박인계
박인계(朴仁桂, 생년 미상 ~ 1376년)는 고려 말기의 무신이다. 본관은 함양이다.
공민왕 때 지문주사(知文州事)를 역임하였으며, 공민왕 12년(1363년) 홍건적으로부터 개경을 수복한 공으로 최영(崔瑩) · 이인임(李仁任) · 변안열(邊安烈) · 이성계(李成桂) · 지용수(池龍壽) · 임견미(林堅味) 등과 함께 1등 공신의 반열에 들었다.
우왕(禑王) 1년(1375년) 10월에 예의판서(禮儀判書)로써 양광도안무사(楊廣道安撫使)로 임명되었으며 11월에 왜선 2척을 섬멸하였다.
2년(1376년) 7월 부여(扶餘) · 공주(公州) 등지를 침공한 왜구에 맞서 공주목사 김사혁(金斯革)이 정현(鼎峴)에서 싸우다 패하고 공주가 왜구에 함락되자, 당시 공주의 속현이었던 회덕현(懷德縣)의 감무(監務) 서천부(徐天富)가 공주를 구원하지 않은 것에 대한 책임을 물어 그를 처형하였다. 왜구는 다시금 석성(石城)을 약탈하고 연산(連山) 개태사(開泰寺)까지 쳐들어왔는데, 박인계는 왜구에 맞서 싸우다 말에서 떨어져 죽었다. 개태사는 왜구에게 함락되었다.
박인계는 평소 백성들의 신망을 얻었으며 당시 어진 장수라 불렸다고 한다. 박인계의 패전 소식을 들은 최영은 자신이 직접 왜구를 치러 나서겠다고 왕에게 진언하여 출정하였고, 홍산(鴻山)에서 왜구를 크게 격파하였다(홍산대첩).

## 같이 보기
- 홍산대첩